# 109 Piscium
109 Piscium – gwiazda typu żółty podolbrzym położona w gwiazdozbiorze Ryb, oddalona od Ziemi o ok. 106 lat świetlnych. Jej masa wynosi ok. 1,11 masy Słońca, a promień 1,69 promienia Słońca.
W 2000 roku ogłoszono odkrycie orbitującej wokół niej planety 109 Piscium b.